# Oscar Reutersvärd

Den omöjliga triangeln (ibland även Reutersvärdstriangeln) som Reutersvärd skapade.

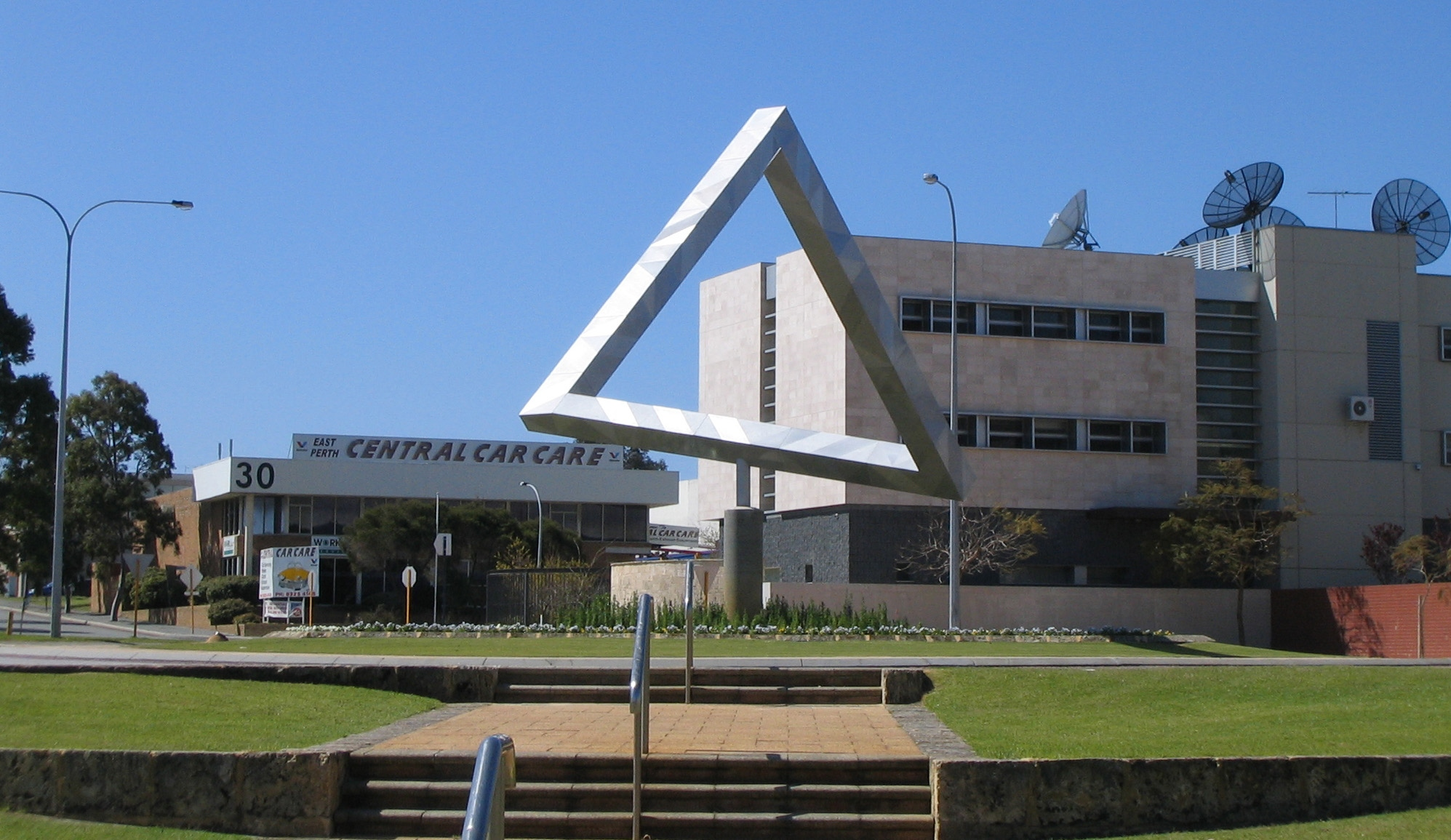
En förverkligad omöjlig triangel. Konstverket är utfört i två delar, men ser helt ut från vissa vinklar.

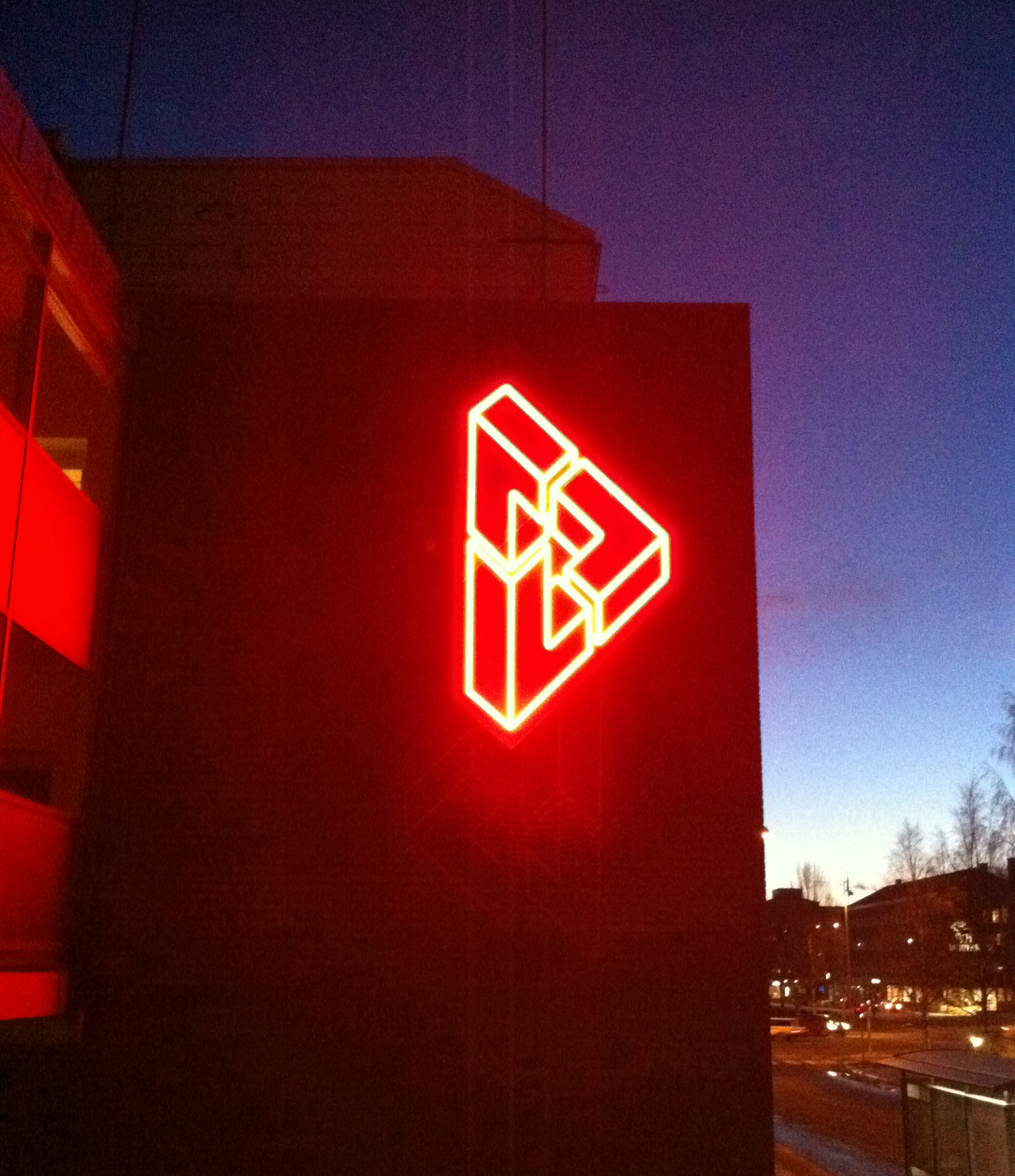
N'Oscars loop - konstverk vid Viktoriaplatsen i Skellefteå.

Oscar Reutersvärd, född 29 november 1915 i Stockholm, död 2 februari 2002 i Lund, var en svensk målare, tecknare, skulptör och professor.

## Biografi
Oscar Reutersvärd var den förste att skapa "omöjliga figurer", det vill säga teckningar av objekt som vid första anblicken ser normala ut, men som inte går att återskapa tredimensionellt, eftersom perspektivet på något sätt är förvridet och de därför strider mot trigonometrins grundlagar.[källa behövs] Exempel på hans verk är Den omöjliga triangeln och Djävulens treudd.
Oscar Reutersvärd började teckna omöjliga figurer redan i skolan. Hans första omöjliga figur var en serie kuber som låg omlott i form av en triangel. 1934 publicerades hans första omöjliga figur, en triangel som senare fått namnet Penrose-triangeln (efter Roger Penrose som var en av skaparna av Big Bang-teorin och som hyllade teorin om den omöjliga triangeln). Triangeln och två andra verk har senare givits ut som frimärken i Sverige 1982, graverade av Czesław Słania.
Efter studier vid flera målarskolor blev Reutersvärd docent vid Stockholms universitet 1953 och professor i konsthistoria med konstteori vid Lunds universitet 1964.
Hans verk jämförs ibland med en annan konstnär med omöjliga figurer som motiv, M.C. Escher. Men medan Eschers verk ofta innefattar också befolkade världar avgränsar sig Reutersvärds bilder till geometriska figurer.
Sammanlagt framställde Reutersvärd mer än 2 500 olika teckningar. Hans verk har publicerats på bland annat svenska, engelska, polska och ryska.
Förutom de omöjliga figurerna var Oscar Reutersvärd skulptör, och framställde kedjor och andra objekt som strävar uppåt. Reutersvärds skulpturer i stor skala finns som offentlig konst i flera kommuner i Sverige, ett exempel är verket Trippelrotation i rondellen vid södra infarten till Helsingborg. Reutersvärd ägnade sig under en period även åt att teckna labyrinter, några av dessa har även förverkligats som trädgårdslabyrinter, däribland trädgårdslabyrinten i Sofiero slottspark, Helsingborg.
Under senare delen av livet ägnade Reutersvärd sig åt att föreläsa om hur barn var bättre än vuxna på analytisk observation, det vill säga att se detaljer före helheten, något som Reutersvärd menade var fördelaktigt för minnet.
Han är representerad på Nationalmuseum och Moderna museet (Stockholm), Norrköpings konstmuseum, Uppsala universitetsbibliotek], Kalmar konstmuseum, Centre Pompidou (Paris), Statens Museum for Kunst (Köpenhamn), Skissernas museum, Kulturen, Malmö konstmuseum, Helsingborgs museum, Postmuseum med flera museer och vid Örebro läns landsting.
Reutersvärd var gift med Britt Lundbohm-Reutersvärd. Han är begravd på Hulterstads kyrkogård på sydöstra Öland. Oscar Reutersvärd var under många år sommarboende i Hulterstad.